# 라 원
라 원(RA. One)은 인도에서 제작된 아누바하브 신하 감독의 2011년 액션, 모험, SF 영화이다. 샤룩 칸 등이 주연으로 출연하였다.
개봉 후 라 원은 시각 효과, 액션 시퀀스, 음악, 칸과 람팔의 연기력 부문에서 긍정적인 평가를 받았으나 대본, 감독 부문에서 비판을 받았다. 상업적으로 이 영화는 인도 국내에서 2011년 3번째로 수익성이 높은 볼리우드 영화가 되었고 2011년 전 세계적으로 2번째로 수익성이 높은 볼리우드 영화가 되었으며 수많은 오프닝 박스오피스 기록을 깼다.

## 출연

### 주연
- 샤룩 칸
- 카리나 카푸르
- 아르준 람팔
- 샤하나 고스와미

### 조연
- 산제이 더트
- 프리앙카 초프라
- 사티시 샤
- 달립 타힐
- 라지니칸트
- 조 이건
- 알렉스 무어
- 제임스 헬더
- 피닉스 제임스
- 지노 피치아노
- 탐 우
- 믹 슬래니

## 제작진
- 비쥬얼디렉터: 리테쉬 아가왈
- 특수효과: 제프리 클레이저
- 대사: 니란잔 이엔가